# راج تلویژن
راج تلویژن (انگلیسی: Raj Television) شرکت رسانه‌ای هندی است، که در سال ۱۹۹۴ تأسیس شد.